# USS Gilbert Islands (CVE-107)
Pour les autres navires du même nom, voir USS Gilbert Islands.
Le USS Gilbert Islands (CVE-107) (ex-St. Andrews Bay) était un porte-avions d'escorte de classe Commencement Bay de la marine américaine. Il a été lancé le 20 juillet 1944 par les chantiers navals Todd-Pacific à Tacoma, État de Washington. Il a été parrainé par Mme Edwin D. McMorries, épouse du capitaine Edwin D. McMorries, chirurgien à l'hôpital naval de Puget Sound Naval Yard, et mise en service le 5 février 1945 avec le capitaine LK Rice aux commandes.
Il a été reclassé AGMR-1 le 1er juin 1963, rebaptisé USS Annapolis (AGMR-1) le 22 juin 1963 et finalement remis en service le 7 mars 1964.

## Historique
Pendant la Seconde Guerre mondiale, il a participé à la bataille d'Okinawa  au Japon et de la bataille de Balikpapan à Bornéo. Désarmé le 21 février 1947 à Norfolk.
Il fut de nouveau en service du 7 septembre 1951 au 15 janvier 1955, lorsqu'il servit comme porte-avions et navire-école. Alors qu'il était en réserve, le navire a été reclassé en tant que "Cargo Ship and Aircraft Ferry" (AKV-39) en mai 1959. Il a été supprimé du Naval Vessel Register le 1er juin 1961.

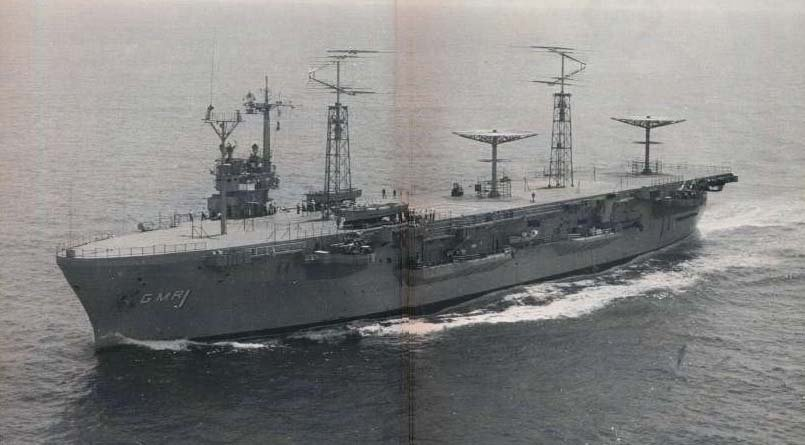
USS Annapolis durant la guerre du Vietnam, 1967

Reclassifié USS Annapolis (AGMR-1) en 1963. Il a participé à la guerre du Vietnam de 1965 à 1967, en tant qu'aide à la communication entre les unités navales. Il a été mis hors service le 20 décembre 1969 à Norfolk en Virginie. et placé dans la flotte de réserve du Pacifique. Le navire a été rayé du registre des navires de la marine le 15 octobre 1976 et vendu à la ferraille le 1er novembre 1979.
Annapolis a obtenu sept Service star pour le service de la guerre du Vietnam.